# Пожарище (Бабаевский район)
Пожарище — деревня в Бабаевском районе Вологодской области.
Входит в состав Санинского сельского поселения (с 1 января 2006 года по 13 апреля 2009 года входила в Волковское сельское поселение), с точки зрения административно-территориального деления — в Волковский сельсовет.
Расстояние до районного центра Бабаево по автодороге — 49 км, до центра муниципального образования деревни Санинская по прямой — 16 км. Ближайшие населённые пункты — Александровская, Волкова, Тиняково.
По переписи 2002 года население — 9 человек.